# Andreas Koch Harmonika-Fabrik

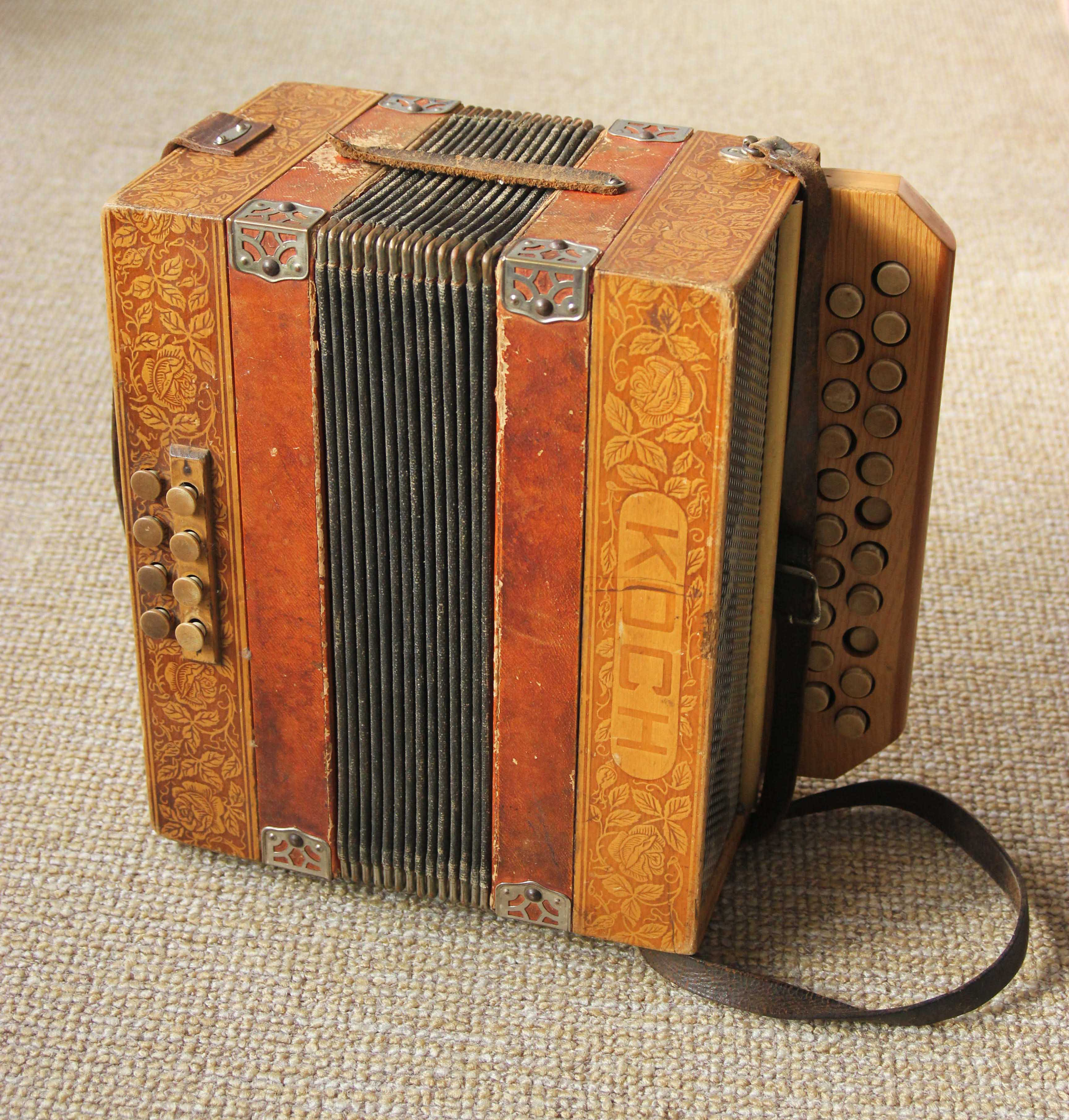
Koch Harmonika

Andreas Koch Harmonika-Fabrik (auch kurz: Ands Koch) war ein in Trossingen ansässiger Musikinstrumente-Hersteller, der ab 1867 existierte und 1929 vom Konkurrenten Hohner übernommen wurde.

## Geschichte
Andreas Koch (1844–1915) hatte bei dem Trossinger Harmonikafabrikanten Meßner eine Lehre absolviert und sich 1867 selbständig gemacht. Bereits 1873 beschäftigte Koch 27 Arbeiter und erreichte eine Jahresproduktion von mehr als 84.000 Mundharmonikas. Mitte der 1870er Jahre brachte die Gründerkrise das Unternehmen in ernste Schwierigkeiten, Koch musste sich von seinem Vater Geld leihen, um die Löhne bezahlen zu können. 1901 beschäftigte Koch bereits über 300 Arbeitnehmer. 1903 wurde auch mit der Produktion von Akkordeons begonnen; hierfür warb Koch auch Facharbeiter aus Klingenthal und anderen Orten in Sachsen an.
1905 übernahmen die fünf Söhne das Unternehmen, 1925 wurde an der Straße Im Tal ein großes neues Fabrikgebäude bezogen, in dem mit modernen Maschinen gearbeitet wurde. Mit über 1000 Beschäftigten war das Unternehmen das zweitgrößte in Trossingen. Das aus Mitarbeitern bestehende Educator-Orchester war unter anderem auch im Rundfunk aufgetreten.
1927 erzielte das inzwischen zur Aktiengesellschaft umgewandelte Unternehmen einen Umsatz rund 3 Millionen Reichsmark, davon 1,9 Millionen mit Mundharmonikas und 1,0 Millionen mit Akkordeons. Damit war zwar der Umsatz an Mundharmonikas deutlich geringer als bei Hohner (dort 7,83 Millionen), der Umsatz an Akkordeons aber erreichte annähernd den Wert von Hohner, der bei 1,17 Millionen Reichsmark lag. 1928 wurden rund 1000 Mitarbeiter beschäftigt, einige davon in Filialbetrieben außerhalb Trossingens.
Am 15. Dezember 1928 wurde zunächst geheim ein Übernahmevertrag unterzeichnet, mit dem die Übernahme durch die Firma Hohner zum 1. Januar 1929 besiegelt wurde. Dieser Schritt kam für Mitarbeiter und Öffentlichkeit überraschend. Hintergrund war offenbar ein zwischen den fünf Brüdern ausgebrochener und auch gerichtlich ausgetragener Streit, der vor allem zwischen Ernst Koch, der die Filiale in New York City leitete, und seinen vier in Trossingen ansässigen Brüdern tobte.

## Nachwirkung
Die Fabrik wurde von Hohner bis ins späte 20. Jahrhundert weiter betrieben und danach abgerissen.

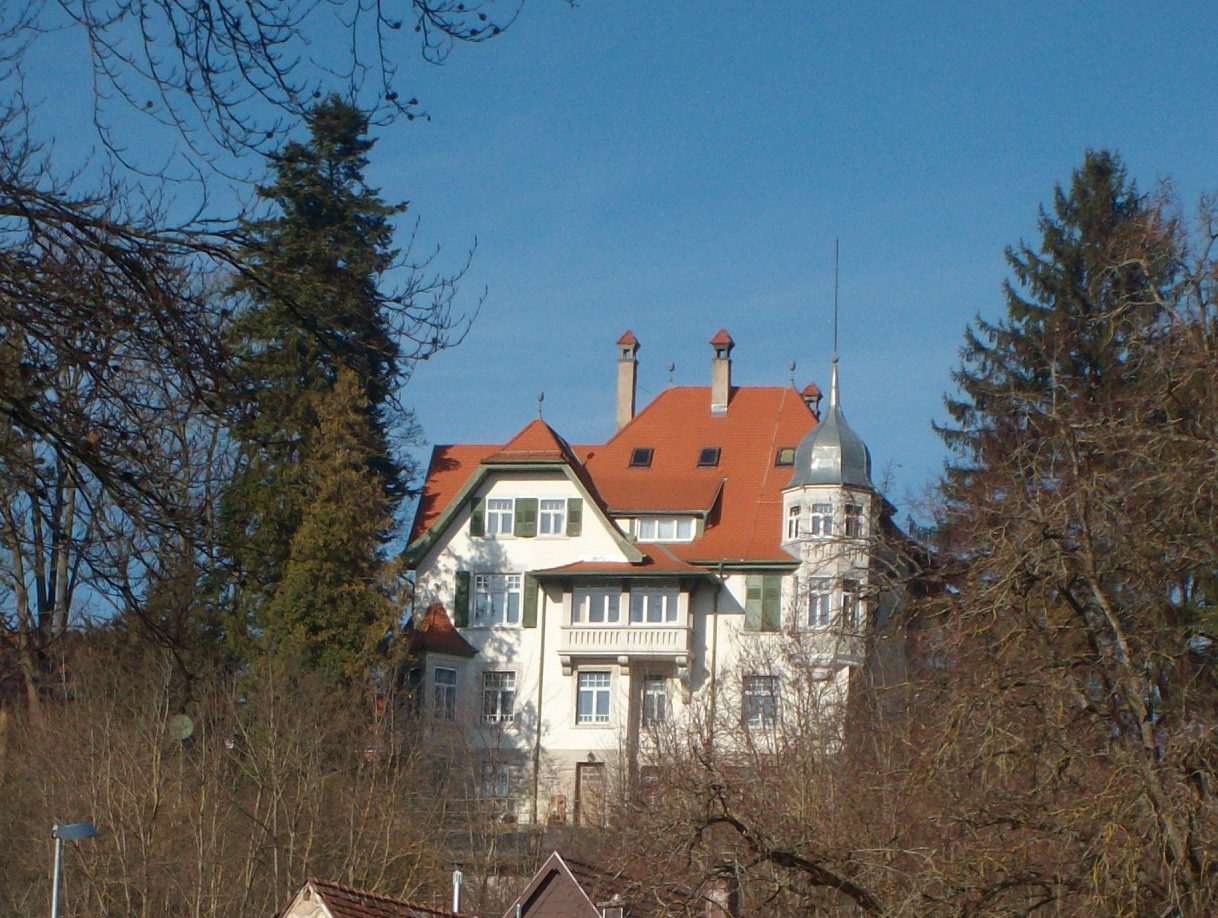
Villa von Andreas Koch in der Rainstraße

Heute existieren noch die 1906 erbaute Villa des Firmengründers in der Rainstraße sowie als einzige erhaltene Teile der Fabrik ein Wohnhaus für Angestellte sowie die Garagen. Das Deutsche Harmonikamuseum in Trossingen besitzt einige von Koch produzierte Instrumente und widmete dem Unternehmen 2013 eine Sonderausstellung.
In Trossingen ist eine Straße nach dem Firmengründer Andreas Koch benannt. Seit ihrem Umzug in den 1990er Jahren hat die Firma Hohner die Adresse Andreas-Koch-Straße 9.